# Siparunàcies
Siparunaceae és una família de plantes amb flors dins l'ordre laurals. Com a família ha estat reconeguda per pocs taxonomistes: les plantes que hi pertanyen normalment s'inclouen dins la família Monimiaceae.
L'APG II system, de 2003 reconeix aquesta família. Són dos gèneres de plantes llenyoses amb olis essencials: Glossocalyx longicuspis a Àfrica occidental i Siparuna neotropical amb unes 12 espècies.